# Ібрагімов Фаріз Расім-огли
Ібрагі́мов Фарі́з Расім-огли (1981—2014) — старший солдат, Збройні сили України, учасник російсько-української війни.

## Життєпис
Народився 1981 року в місті Київ. Батько — азербайджанець, мама — українка. Родина та товариші звали його Федір — так звали його прапрадіда. Чемпіон Києва з боксу, один з організаторів руху фанатів ФК «Динамо».
Учасник Революції Гідності. З початком бойових дій створив благодійний фонд для допомоги військовим «Від душі до серця», згодом — доброволець.
Стрілець-помічник гранатометника; 34-й батальйон. 21 липня 2014 року рота 34-й батальйон територіальної оборони «Кіровоград-2» дістала завдання зайняти блокпост — за даними розвідки, полишений терористами — під містом Дзержинськ. Однак колишньому офіцеру спецпризначення Роману Майстерюку щось в обставинах не подобалося. Біля Неліпівки перший БМП терористи в засідці пропустили та відкрили вогонь по другому, в якому перебував і майор Майстерюк, останній віддає наказ зайняти кругову оборону. Для порятунку відрізаних від основних сил військовиків наказує водію вивести палаючий БТР уперед, чим притлумив вогонь терористів. Куля влучила в плиту бронежилета та його розвернула, наступна поцілила в бік. У бою загинули українські вояки та чимало терористів, блокпост здобули за кілька хвилин.
Похований у Києві, Берковецьке кладовище.
Без Фаріза лишились мама Лариса Петрівна та сестра Оксана.

## Нагороди
За особисту мужність і героїзм, виявлені у захисті державного суверенітету та територіальної цілісності України, вірність військовій присязі під час російсько-української війни
- нагороджений орденом «За мужність» III ступеня (4.6.2015, посмертно).